# Jean-Louis Dubreton
Jean-Louis Dubreton (* 18. Januar 1773 in Ploërmel, Département Morbihan; † 27. Mai 1855 in Versailles, Département Yvelines) war ein französischer General der Infanterie.

## Leben und Wirken
Begeistert von den Ideen der Revolution meldete sich Dubreton am 1. März 1790 freiwillig zur Armee. In den Revolutionskriegen konnte er sich durch Mut und Tapferkeit auszeichnen und wurde schnell befördert: lieutenant (1791), adjudant-major (1793) und capitaine (1795).
Unter General Jean-Baptiste Kléber schlug er den Aufstand der Vendée nieder und unter General Guillaume-Marie-Anne Brune kämpfte u. a. am Mincio (25. Dezember 1800). Bald darauf kam er im Rang eines chef de bataillon in den Stab von General Charles Victor Emmanuel Leclerc. Im Auftrag Napoleon Bonapartes führte dieser ein Expeditionsheer nach Saint Domingue (Hispaniola) um einen Aufstand unter Führung Toussaint Louvertures niederzuschlagen. Nach dem Tod Leclercs am 2. November 1802 kämpfte Dubreton unter dessen Nachfolger Vicomte de Rochambeau u. a. in der Schlacht von Vertières (18. November 1803). Noch auf Hispaniola wurde Dubreton zum colonel ernannt. 
Zum général de brigade ernannt (6. August 1811), wurde Dubreton nach Spanien befohlen, um das dortige Offizierskorps im „spanischen Krieg“ zu unterstützen. Er nahm u. a. an den Kämpfen bei Salamanca (22. Juli 1812) teil und half mit, die Städte Tarragona (Mai/Juni 1811), Ciudad Rodrigo (Januar 1812) und Burgos (September/Oktober 1812) zu belagern. Am 23. Dezember 1812 überreichte Napoleon persönlich Dubreton die Ernennungsurkunde zum général de division.
Mit der Grande Armée kam Dubreton nach Preußen und kämpfte u. a. in den Schlachten von Dresden (26./27. August 1813), Leipzig (16./19. Oktober 1813) und Hanau (30./31. Oktober 1813).
Nach der Schlacht bei Paris (30. März 1814) begleitete Dubreton Napoleon zu dessen Abdikation, aber nach dem Vertrag von Fontainebleau (11. April 1814) wandte er sich dem Haus Bourbon zu und unterstützte König Ludwig XVIII.
Während der Restauration blieb Dubreton Royalist und König Ludwig XVIII. ernannte ihn zum Dank dafür am 5. März 1819 zum Pair von Frankreich (→Chambre des Pairs). Nach der Julirevolution von 1830 gab Dubreton seine Ämter auf und zog sich ins Privatleben zurück. Er ließ sich in Versailles nieder und starb dort am 27. Mai 1855.

## Ehrungen
- 1812 baron de l’Émpire
- 1816 Kommandeur des Ordre royal et militaire de Saint-Louis
- Großoffizier der Ehrenlegion
- Sein Name findet sich am westlichen Pfeiler (35. Spalte) des Triumphbogens am Place Charles de Gaulle (Paris)